# Aykut Kocaman
Aykut Kocaman (* 5. dubna 1965, Sakarya) je bývalý turecký fotbalový útočník a reprezentant a později fotbalový trenér.

## Klubová kariéra
V Turecku hrál profesionálně za kluby Sakaryaspor, Fenerbahçe SK a İstanbulspor. Se Sakaryasporem vyhrál turecký pohár a s Fenerbahçe dvakrát 1. tureckou ligu.

Celkem třikrát se stal v dresu Fenerbahçe nejlepším střelcem turecké nejvyšší fotbalové ligy:
- v sezóně 1988/89 vstřelil 29 gólů
- v sezóně 1991/92 vstřelil 25 gólů
- v sezóně 1994/95 vstřelil 27 gólů

## Reprezentační kariéra
V A-týmu Turecka debutoval 12. 2. 1992 v přátelském utkání v Adaně proti týmu Finska (remíza 1:1).
Celkem odehrál v letech 1992–1995 v tureckém národním týmu 12 zápasů a vstřelil 1 branku.

## Trenérská kariéra
Po skončení hráčské kariéry se dal na trenérskou dráhu, vedl řadu tureckých klubů a byl úspěšný i v zisku domácích trofejí.